# Agromyza pallidiseta
Agromyza pallidiseta este o specie de muște din genul Agromyza, familia Agromyzidae, descrisă de Malloch în anul 1924. Conform Catalogue of Life specia Agromyza pallidiseta nu are subspecii cunoscute.